# Phakopsoraceae
Famille
Les Phakopsoraceae sont une famille de champignons basidiomycètes de l’ordre des Pucciniales.

## Liste des genres
Selon BioLib (8 février 2019) :
- genre Aeciure Buriticá & J. F. Hennen
- genre Arthuria H. S. Jacks.
- genre Batistopsora Dianese, R. B. Medeiros & L. T. P. Santos
- genre Catenulopsora Mundk.
- genre Cerotelium Arthur
- genre Crossopsora Syd. & P. Syd.
- genre Dasturella Mundk. & Khesw.
- genre Kweilingia Teng
- genre Macabuna Buriticá & J. F. Hennen
- genre Monosporidium Barclay
- genre Newinia Thaung
- genre Nothoravenelia Dietel
- genre Phakopsora Dietel
- genre Phragmidiella Henn.
- genre Physopella Arthur
- genre Pucciniostele Tranzschel & Kom.
- genre Scalarispora Buriticá & J. F. Hennen
- genre Stakmania Kamat & Sathe
- genre Uredendo Buriticá & J. F. Hennen
- genre Uredopeltis Henn.
- genre Uredostilbe Buriticá & J. F. Hennen

Selon Catalogue of Life (8 février 2019) :
- genre Aeciure
- genre Angiopsora
- genre Arthuria
- genre Batistopsora
- genre Bubakia
- genre Catenulopsora
- genre Cerotelium
- genre Crossopsora
- genre Dasturella
- genre Klastopsora
- genre Kweilingia
- genre Macabuna
- genre Monosporidium
- genre Newinia
- genre Nothoravenelia
- genre Phakopsora
- genre Phragmidiella
- genre Physopella
- genre Pucciniostele
- genre Scalarispora
- genre Stakmania
- genre Uredopeltis